# Basilique (christianisme)
Pour les articles homonymes, voir Basilique.

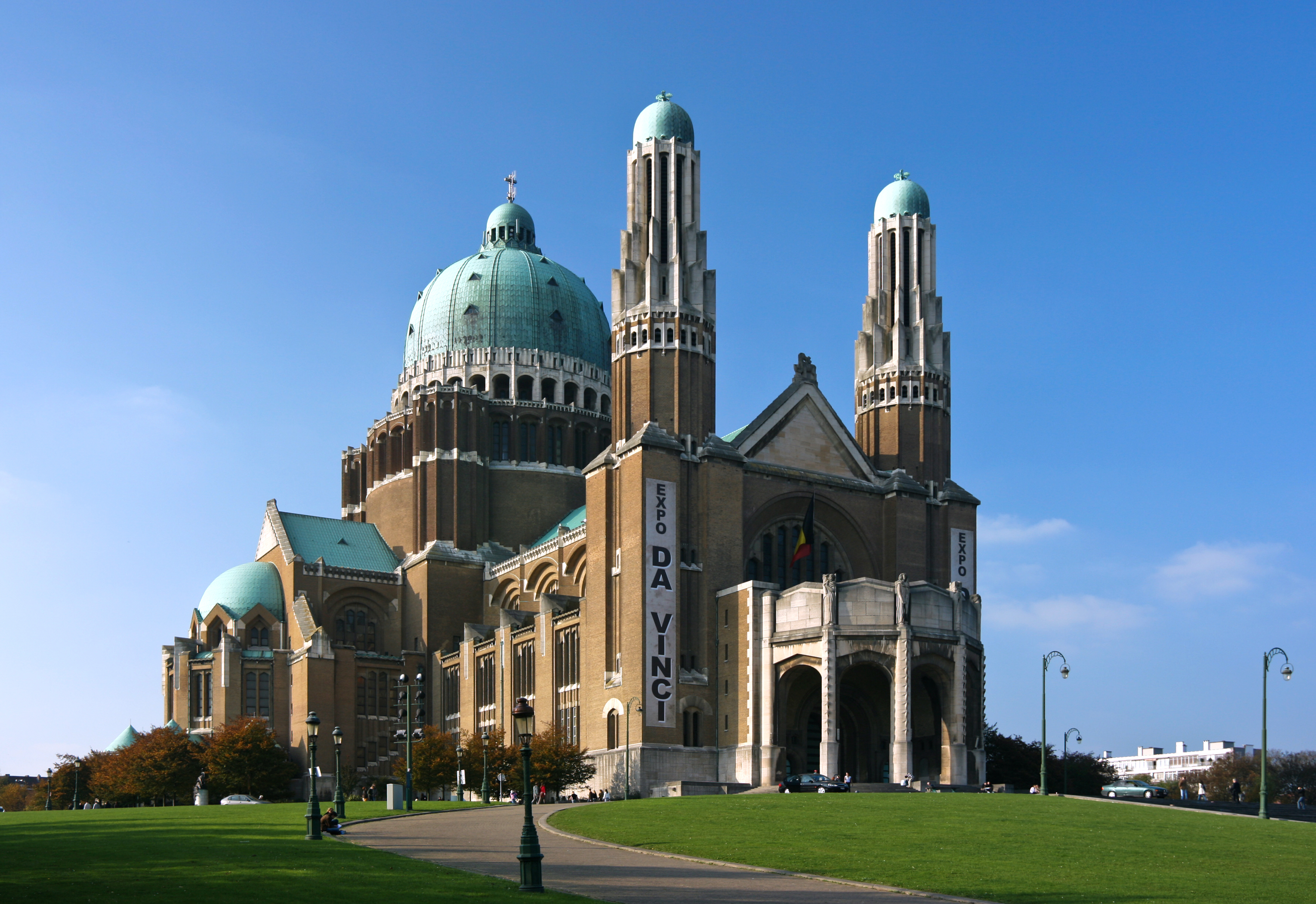
Basilique de Koekelberg à Bruxelles

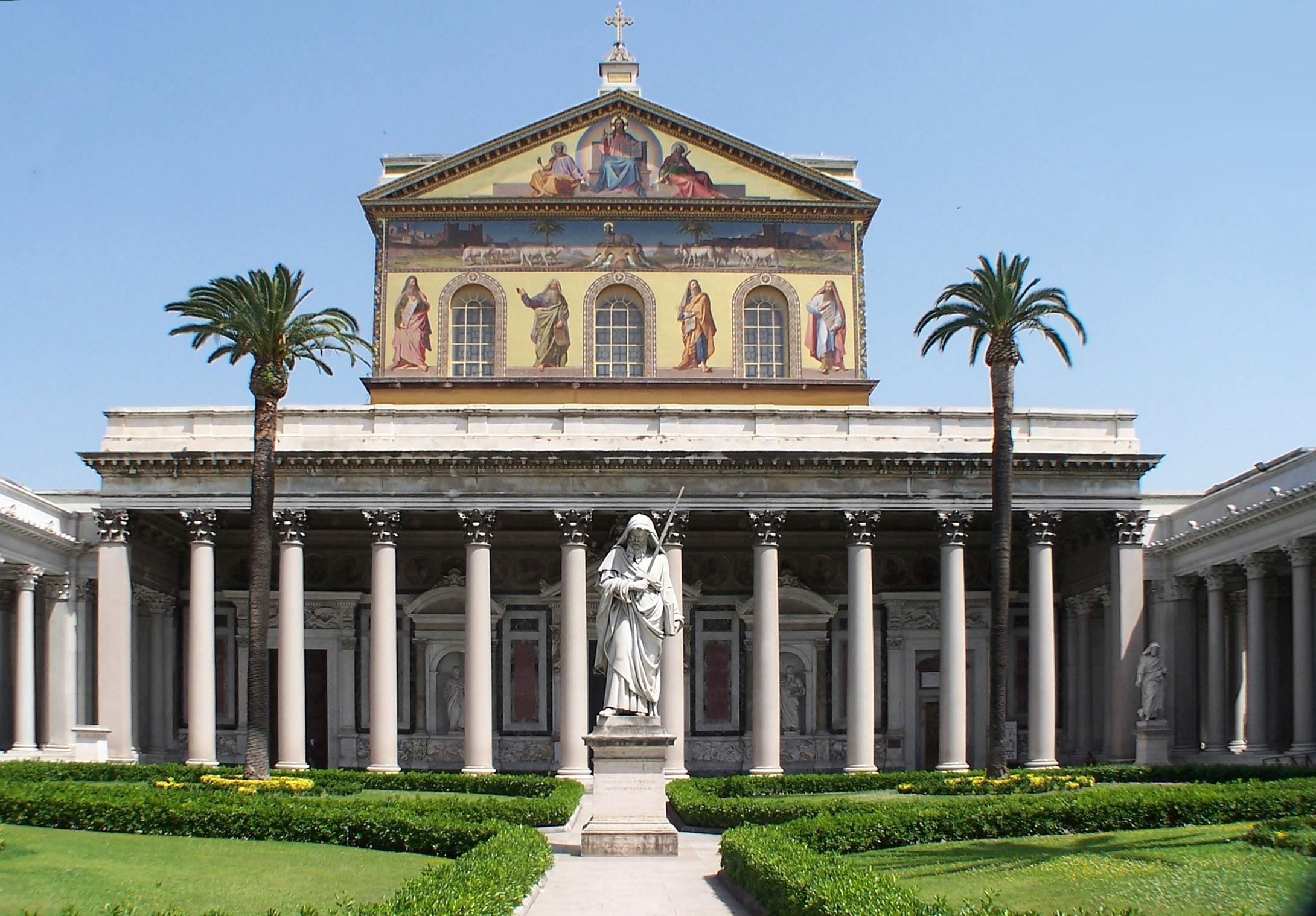
Basilique Saint-Paul-hors-les-Murs (Rome).

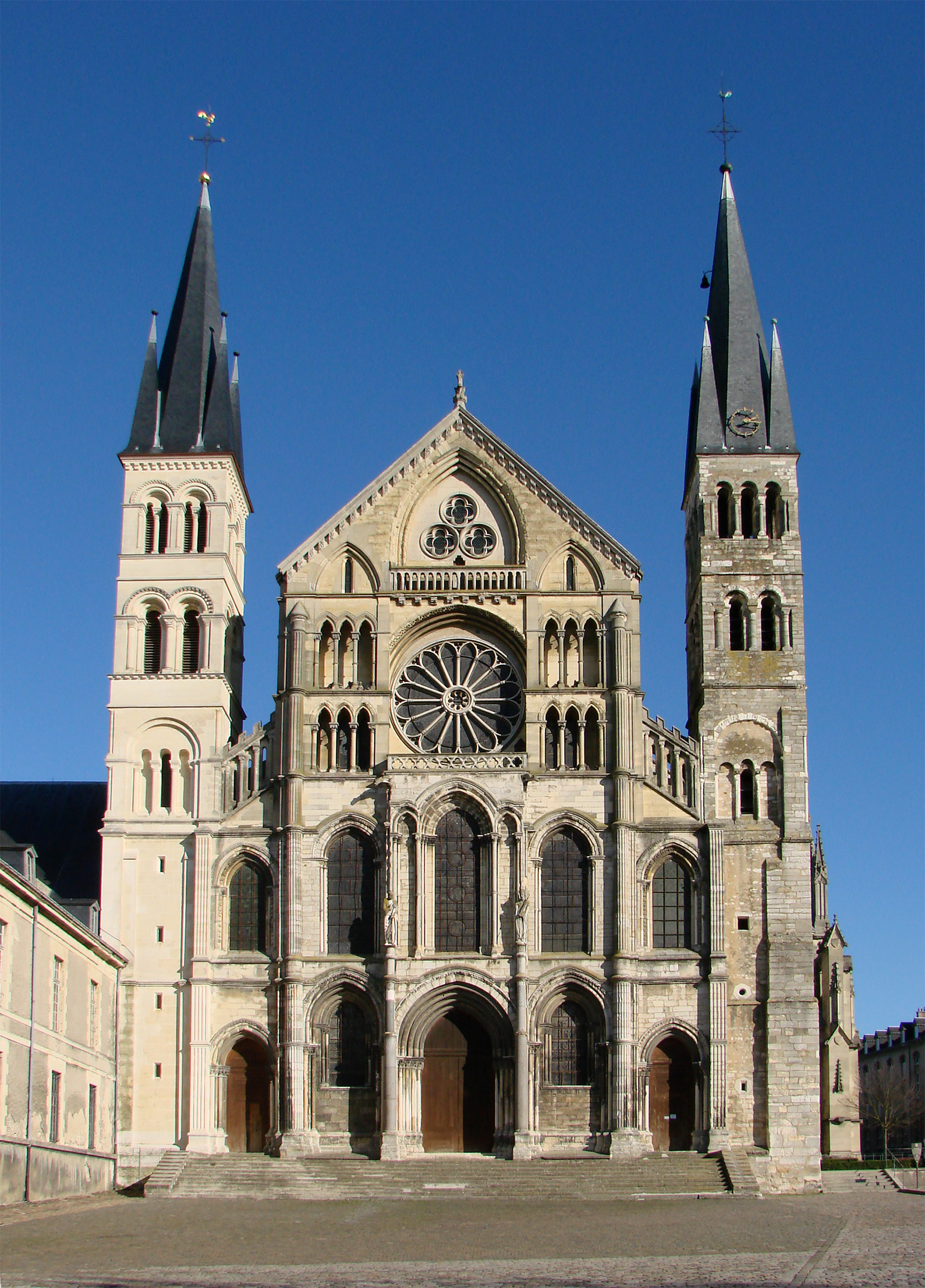
La basilique Saint-Remi de Reims.

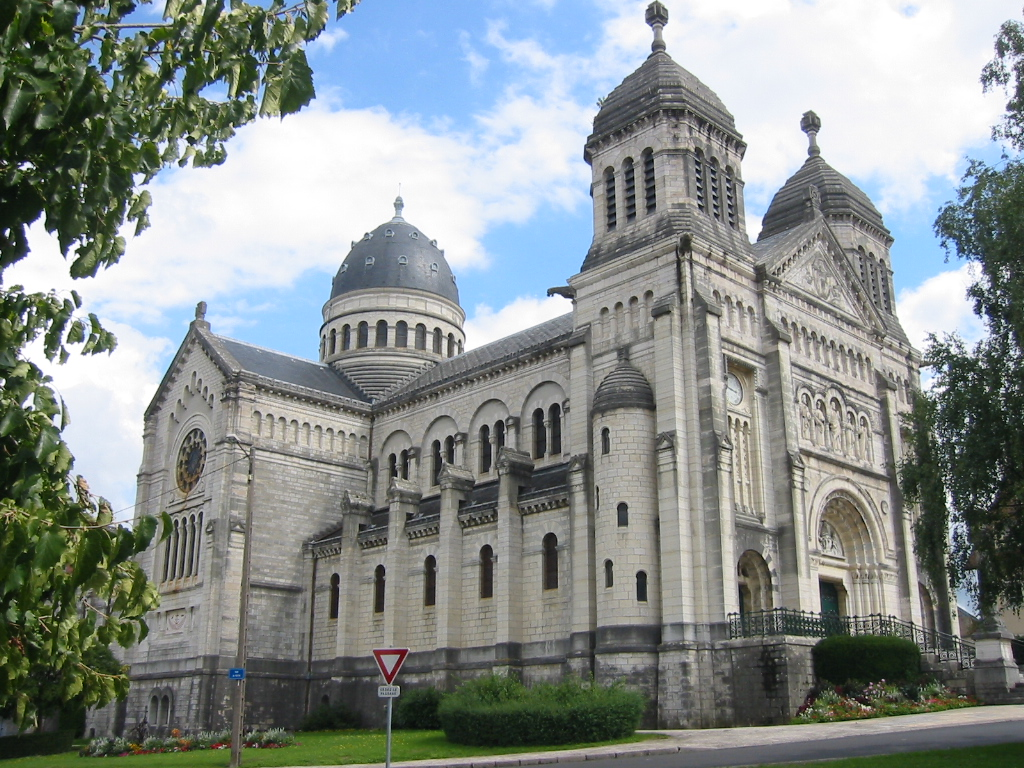
La basilique Saint-Ferjeux de Besançon.

Une basilique, dans l'Église catholique romaine, est une église remarquable par sa valeur commémorative, consacrée à un aspect du mystère chrétien ou au culte d'un saint particulièrement vénéré. Des privilèges particuliers (indulgences) sont accordés à ceux qui viennent y prier ou y célébrer, afin d'y attirer les fidèles, ou d'y organiser des célébrations importantes (pèlerinage, vénération de reliques). Le titre de basilique donne préséance sur les églises d'un diocèse, et parfois d'une région, à l'exception de la cathédrale.
Les basiliques majeures (quatre églises de Rome) se distinguent des basiliques mineures. Les basiliques majeures et certaines basiliques mineures possèdent depuis des temps très lointains le titre de basilique et les privilèges qui y sont attachés. Les autres basiliques doivent leur titre et leurs privilèges à une décision du pape.
Par extension, certaines églises remarquables sont également appelées basiliques (par exemple Sainte-Sophie à Constantinople). Cette dénomination peut prêter à confusion entre le plan architectural classique de la basilique (plan basilical), le titre attribué par la papauté et cette extension.
Le responsable (curé) d'une basilique porte le titre de recteur ou de recteur-archiprêtre si la basilique est également une cathédrale. Certains recteurs ne sont pas placés sous l'autorité de l'évêque du diocèse où est située la basilique. C'est le cas notamment de celui de la basilique du Sacré-Cœur de Montmartre qui dépend directement de la Conférence des évêques de France et du pape, non de l’archevêque de Paris.

## Étymologie
Le mot basilique vient du nom grec βασιλεύς / basileús, « roi », d'où l'adjectif βασιλικός / basilikós, « royal ». Le Dictionnaire de l'Académie française fait remonter le mot français au XVe siècle et le dit emprunté au latin basilica, qui vient lui-même du grec βασιλικὴ στοά / basilikḗ stoá, « portique royal, où siège l'archonte-roi ».

## Histoire

### Les débuts
À partir du IIIe  et surtout du  IVe siècle, les sanctuaires chrétiens adoptent l'architecture des basiliques civiles romaines (église à plan basilical). Ces basiliques civiles servaient à la fois de tribunal, de bourse de commerce (boutiques sous les portiques extérieurs, banquiers et changeurs dans les nefs latérales) et, dans les galeries supérieures, de lieu de promenade. Quant à l'abside elle abritait souvent la statue de l'empereur. C'est ainsi que pendant les derniers siècles de l'Empire romain coexistent des basiliques civiles et des basiliques religieuses. Seules ces dernières passeront à la postérité, les autres nous étant parvenues en général à l'état de ruines. Les chrétiens choisissent ces espaces lumineux plutôt que ceux des temples dont la cella est obscure. L'architecte Leon Battista Alberti est le premier à mentionner, en 1465, que la basilique religieuse dérive de la basilique civile romaine . Beaucoup d'associations, notamment religieuses, utilisaient pour leurs réunions des basiliques, par exemple la basilique souterraine de la porte Majeure.

### IIIesiècle
Dès le IIIe siècle, les chrétiens donnent ainsi l'aspect d'une basilique à certains de leurs lieux de réunion : de plan rectangulaire avec parfois un transept, elle présente, généralement à l'extrémité orientale, une abside, saillante ou non, qui abrite le sanctuaire, et à l'extrémité occidentale un narthex, quelquefois précédé par un atrium. Certaines églises chrétiennes sont issues de la transformation d'une basilique civile, comme l'ancienne église Sant'Andrea Catabarbara, sur l'Esquilin, à Rome, adaptation de la basilique de Junius Bassus. Ce type architectural religieux de la basilique latine est la règle en Occident jusqu'à l'époque carolingienne, l'autel du culte étant placé dans l'abside. Il existe une diversité de cadre architectural, notamment en fonction des techniques locales : basilique cirquiforme (collatéraux prolongés en déambulatoire autour du chevet) adaptée aux pèlerinages, église-halle. Dans l'Empire byzantin, ce plan basilical est utilisé dès le VIe siècle ; il reste concurrencé par les plans centrés  (mausolées, martyria, baptistères, ainsi que pour les cathédrales et les églises synaxaires) ou plans cruciformes.

### IVesiècle
À Rome, les empereurs romains construisent à partir du IVe siècle des basiliques destinées au culte chrétien hors du pomerium de la ville. Celles-ci garderont bien souvent le qualificatif « hors-les-Murs », par exemple Saint-Paul-hors-les-Murs ou Saint-Laurent-hors-les-Murs. Les basiliques Saint-Pierre et Saint-Jean de Latran ont été construites et financées par Constantin d'où leur dénomination de « basiliques constantiniennes », Saint-Paul-hors-les-Murs par Honorius, alors que Sainte-Marie-Majeure l'a été par le pape Libère (basilique libérienne). Une quinzaine d'édifices portent ce titre à cette époque. L'honorabilité du terme de basilique est alors peu marquée.

### Basiliques majeures et mineures
Certaines basiliques en Italie, en Espagne, en France, au Portugal, en Pologne et en Terre sainte portent le titre de basilique depuis fort longtemps. Elles conservent ce titre après le Moyen Âge car elles peuvent se prévaloir d'une longue histoire, de vastes dimensions, ou d'une notoriété importante. À partir du XVIe siècle cette distinction honorifique devient une prérogative papale, les souverains pontifes pouvant ainsi donner le titre de basilique à d’autres églises parce qu'elles sont liées à un vocable ou à un saint qu'ils souhaitent honorer, à un pèlerinage qu'ils veulent promouvoir. La distinction entre basiliques majeures (basiliques constantiniennes qui sont les plus anciennes et passent pour être fondées par Constantin) et mineures, appellation du pape Pie VII, ne s'impose qu'à la fin du XVIIIe siècle.
Désormais, le Vatican attribue ce titre honorifique avec parcimonie afin de ne pas galvauder l'appellation. Ce n'est qu'à la fin d'une longue procédure, amorcée par la postulation de l'évêque du diocèse de l'église, que le pape promulgue une bulle attribuant le titre de basilique à cette église. Le manuel de droit canonique se base sur le canon 1180 du Code de droit canonique qui donne comme critères d'attribution de ce titre des « églises remarquables par leur antiquité, leur célébrité, leur grandeur ou leur beauté ».
L'intérêt du titre basilical, outre la distinction honorifique, est de faciliter l'obtention de plus nombreuses célébrations, rendues possibles par l'adjonction d'officiants, et l'attribution d'indulgences.

## Insignes des basiliques
Toutes les basiliques ont comme insignes spécifiques le pavillon — également appelé ombrellino — et le tintinnabule, qui sont placés dans le chœur ou portés devant le clergé lors des processions. Le pavillon est également le timbre héraldique de ces églises.
Si le pape se rend dans une basilique, une réception privilégiée est organisée.

## Basiliques majeures

### À Rome seulement
À Rome, les basiliques majeures sont au nombre de quatre :
- Saint-Pierre de Rome, au Vatican, où se trouve le tombeau de saint Pierre ;
- Saint-Jean de Latran, cathédrale de Rome et du monde ;
- Sainte-Marie-Majeure, avec la relique de la Crèche ;
- Saint-Paul-hors-les-Murs, sur la via Ostiense ou voie d'Ostie, où se trouve le tombeau de saint Paul.

Ces basiliques sont également des basiliques patriarcales (it), terme attribué officiellement et nominativement par les conciles au Ve et VIe siècles pour désigner les basiliques destinées à recevoir les évêques des principales régions de l'Empire romain, les patriarcats. La basilique Saint-Laurent-hors-les-Murs et la basilique Saint-François d'Assise sont par la suite élevées au rang de basilique patriarcale.

### Caractéristiques

Ornements extérieurs de l'écu des basiliques majeures et mineures (décret du 9 novembre 1989).

- Ces basiliques ont à leur tête un cardinal-archiprêtre qui représente le pape, y compris Saint-Paul-hors-les-Murs, confiée à l'abbé des bénédictins jusqu'en 2005[15].
- Outre le collège de chanoines, elles ont un collège de pénitenciers qui à Saint-Paul-hors-les-Murs est confié aux bénédictins.
- Elles sont ouvertes toute la journée sans interruption.
- Elles sont toutes à cinq nefs, ouvrant vers l'extérieur par cinq portails dont la porte Sainte, à gauche en entrant, ornée d'une grande croix de cuivre, qui est ouverte uniquement durant l'Année sainte ou Jubilé. À certaines conditions, il est possible, y compris en dehors des Jubilés, d'obtenir l'indulgence plénière dans ces basiliques.
- Leur pavillon n'est pas seulement de soie rouge et jaune, comme celui des basiliques mineures, mais de lamé d'or et de velours cramoisi avec des franges d'or.
- En héraldique, les clefs pontificales sont ajoutées en sautoir sous le pavillon.
- Leur chapitre a, comme corps, les privilèges des protonotaires apostoliques (surnuméraires) et en porte les insignes.
- L'autel principal, est appelé « autel papal » et seul le pape, ou un cardinal nommément désigné par lui par indult spécial renouvelé à chaque fois pour le remplacer, peut y célébrer la messe.
- L'anniversaire de leur dédicace est célébré dans toute l'Église romaine.

## Basiliques mineures

### Sanctuaires

Anciens ornements extérieurs de l'écu des basiliques mineures (avant le décret du 9 novembre 1989).

De nombreuses églises dans le monde, dont onze à Rome, portent le titre, depuis des temps immémoriaux ou attribué par le pape, de basilique mineure. Ce sont, en général, des sanctuaires constituant le but visible d'un pèlerinage important ou très ancien.
Cet honneur dépend uniquement de la volonté du pape qui l'accorde en fonction de certaines considérations :
- ancienneté de l'église ;
- demande de l'évêque diocésain ;
- absence d'opposition des chapitres cathédraux ou collégiaux qui pourraient se trouver lésés dans leurs droits et privilèges.

Une basilique n'est pas forcément une cathédrale (et réciproquement). Ainsi la basilique de Saint-Nicolas-de-Port est une basilique et, en dépit de ses dimensions considérables, n'est pas cathédrale (c'est-à-dire qu'elle n'est pas le siège de l'évêque diocésain). A contrario, la cathédrale Saint-Pierre de Rennes n'est pas basilique, alors que la basilique Saint-Sauveur de Rennes voisine est de taille plus modeste. Une basilique peut être également cathédrale, comme la basilique de Saint-Denis.
Au 31 décembre 2020, elles sont au nombre de 1 863 dans le monde, dont 584 en Italie, 174 en France, 156 en Pologne, 130 en Espagne.

### Privilèges des basiliques mineures

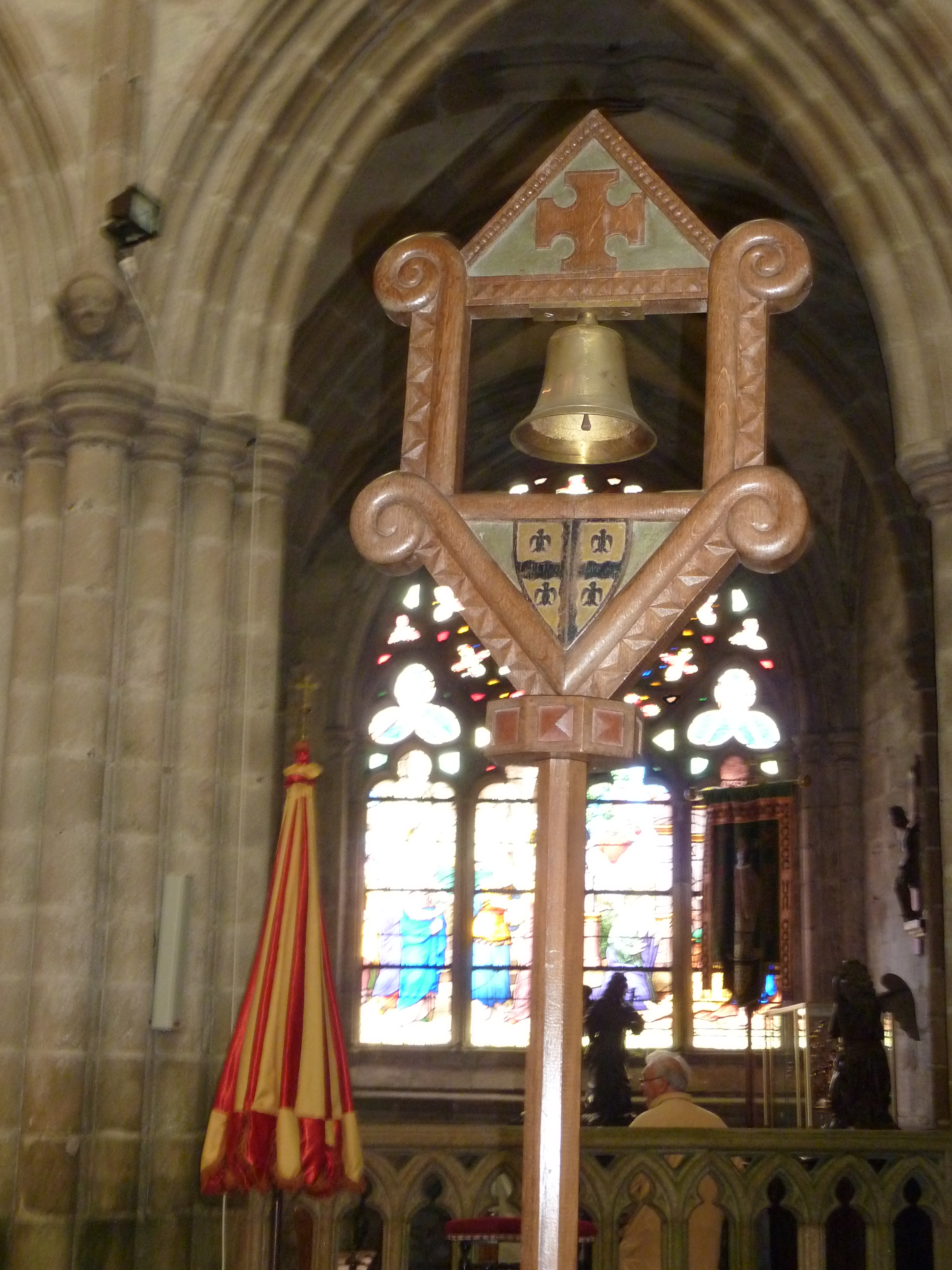
Le pavillon et le tintinnabulum de la cathédrale Saint-Tugdual de Tréguier qui est aussi une basilique.

Les privilèges des basiliques mineures résultent de plusieurs textes : deux décrets de la Congrégation des rites du 29 mai 1817 et du 27 août 1836 précisent qu'elles ont rang de préséance avant toute autre église (à l'exception de la cathédrale de leur diocèse). Le dernier texte en date est le décret Domus Ecclesiae du 9 novembre 1989 qui fixe les privilèges actuels.
Outre des indulgences particulières, les basiliques mineures ont droit :
- au pavillon, également appelé ombrellino ;
- à la clochette, ou tintinnabule ;
- à l'usage du pavillon pontifical et, depuis le décret cité plus haut, des clefs décussées derrière l'écu de leurs armoiries.
- Leur recteur ou celui qui préside une basilique peut porter, pendant l'exercice de son office, la mozette noire à bords, boutons et boutonnières rouges[18].

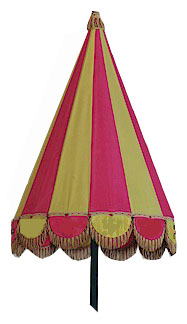
Pavillon.
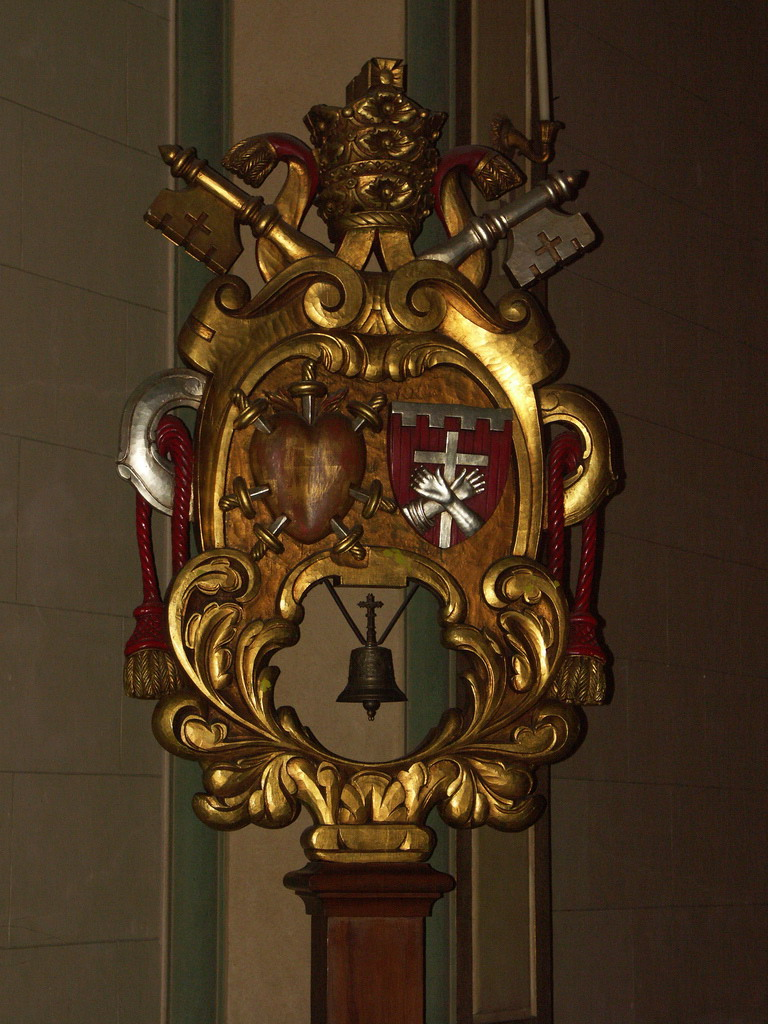
Tintinnabule.
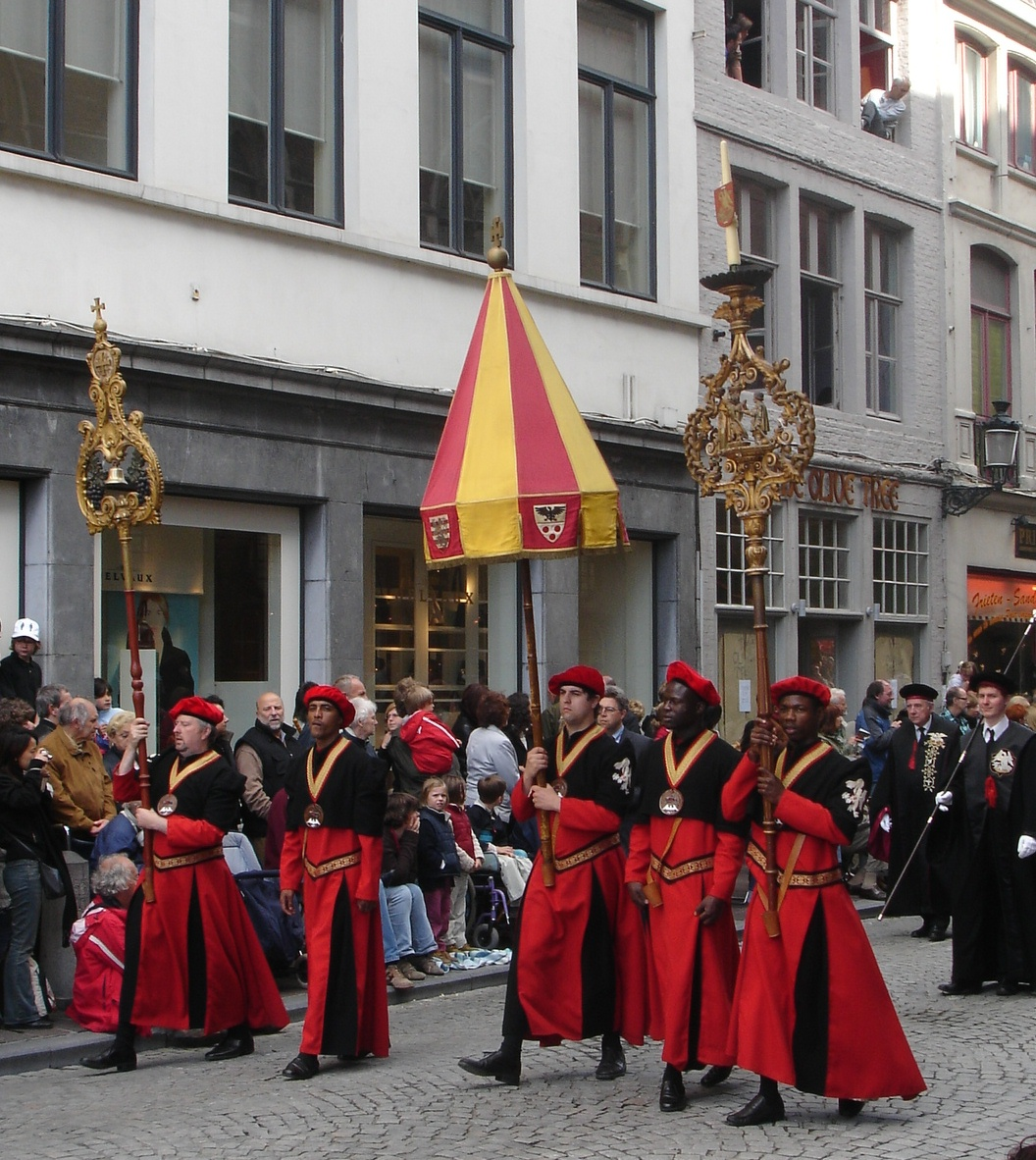
Pavillon et tintinnabule.

### Exemples de basiliques mineures
L'Afrique, l'Europe et le Moyen-Orient rassemblent nombre des 1 759 basiliques recensées dans le monde au 30 juin 2016.

#### Afrique
- en Algérie, 
  - Basilique Notre-Dame d'Afrique d'Alger
  - Basilique Saint-Augustin d'Annaba
- au Cameroun, la basilique Marie-Reine des apôtres de Mvolyé ;
- en Côte d'Ivoire, la basilique Notre-Dame-de-la-Paix de Yamoussoukro ;
- en république du Congo, la basilique Sainte-Anne de Brazzaville ;
- au Rwanda, la basilique Saint-André de Kabgayi.

#### Amérique
- au Canada, à Sainte-Anne-de-Beaupré, la basilique Sainte-Anne ;
- au Canada, à Montréal, la basilique Notre-Dame ;
- au Canada, à Montréal, la basilique Saint-Patrick ;
- au Canada, à Cap-de-la-Madeleine, la Basilique Notre-Dame-du-Cap ;
- au Canada, à Varennes, la basilique Saint-Anne.

#### Europe
- Allemagne :
  - à Seligenstadt, près de Francfort-sur-le-Main, la basilique Saint-Marcellin-et-Saint-Pierre.
- Belgique :
  - à Chaudfontaine, la basilique Notre-Dame de Chèvremont ;
  - à Beauraing, la basilique Notre-Dame au Cœur d'Or ;
  - à Bon-Secours, la basilique Notre-Dame de Bon-Secours ;
  - à Bruxelles, la basilique du Sacré-Cœur ;
  - à Estinnes, la basilique Notre-Dame de Bonne-Espérance ;
  - à Liège, la basilique Saint-Martin ;
  - a Tongre-Notre-Dame, basilique Notre-Dame ;
  - à Walcourt, la basilique Saint-Materne ;
  - à Wavre, la basilique Notre Dame de Basse Wavre.
- Espagne :
  - à Barcelone, la Sagrada Família.
- France : il existe 176 basiliques mineures en France. Voici quelques exemples :

- - à Lisieux, la basilique Sainte-Thérèse ;
  - à Lourdes, la basilique de l'Immaculée-Conception, la basilique Notre-Dame-du-Rosaire, la basilique Saint-Pie-X ;
  - à Lyon, la basilique Notre-Dame de Fourvière ;
  - à Marseille : la basilique Notre-Dame-de-la-Garde ;
  - à Paray-le-Monial (Saône-et-Loire), la basilique du Sacré-Cœur ;
  - à Paris : basilique du Sacré-Cœur de Montmartre ;
  - à Saint-Denis, la basilique de Saint-Denis, nécropole des rois de France ;
  - à Sainte-Anne-d'Auray, la basilique Sainte-Anne d'Auray ;
  - à Tours, la basilique Saint-Martin ;
  - à Vézelay, la basilique Sainte-Marie-Madeleine ;
  - à Saint-Nicolas de Port, la basilique Saint-Nicolas-de-Port ;
  - à L'Épine (Marne), la basilique Notre-Dame de L’Épine.
- Suisse :
  - à Saint-Maurice (Valais), l'abbaye territoriale de Saint-Maurice d'Agaune ;
  - à Lausanne, l'église Notre-Dame du Valentin ;
  - à Fribourg, la basilique Notre-Dame ;
  - à Sion, la basilique de Valère.

#### Moyen-Orient
- Terre sainte :
  - à Jérusalem, la basilique du Saint-Sépulcre ;
  - à Bethléem, la basilique de la Nativité.
- Liban :
  - à Harissa, la basilique Notre-Dame du Liban.

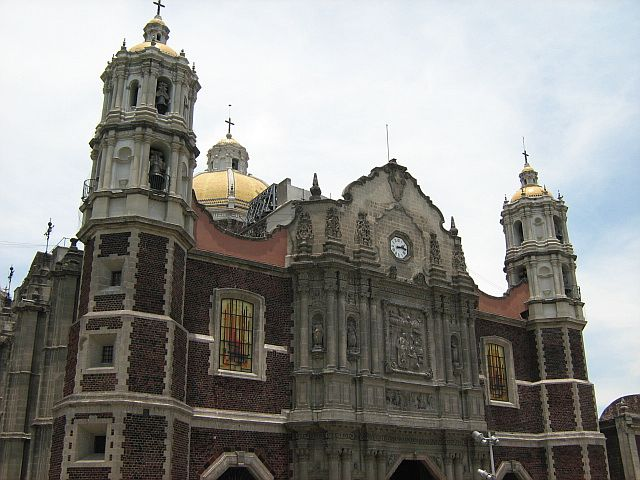
Basilique Notre-Dame de Guadalupe au Mexique (l'ancienne basilique).
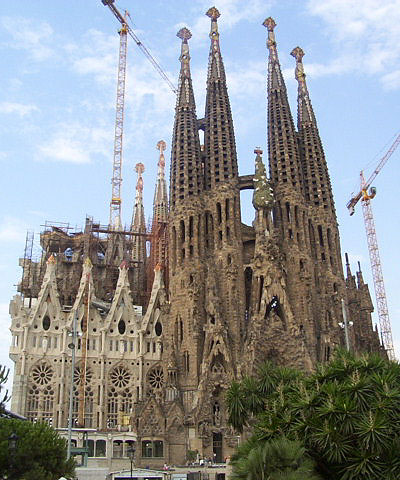
La Sagrada Família de Barcelone.

### L'exemple de l'élévation au rang de basilique mineure de l'église de Sées(1902)
« Rome, 1er mai 1902,
Cher et Vénéré Seigneur,
Je suis heureux de vous annoncer que le Saint Père, dans mon audience de ce matin, a daigné accorder à l’Église de l’Immaculée-Conception, située dans la ville de Séez, le titre de Basilique mineure, selon votre demande. La concession pontificale sera expédiée par bref. Il me semble que la date du 1er mai est très belle et très indiquée pour apporter à l’Église de Marie cette nouvelle et précieuse dignité de Basilique. J’écris en toute hâte et très laconiquement ; mais je n’ai pas voulu tarder un instant à vous communiquer une nouvelle qui sera très douce, je le sais, à votre cœur.

Veuillez agréer, cher et vénéré Seigneur, l’assurance bien cordiale de mes respectueux et invariablement dévoués sentiments. »
— D. Cardinal Ferrata